# Memoització
En informàtica, la memoització és una tècnica d'optimització que s'utilitza principalment per accelerar programes informàtics mitjançant l'emmagatzematge dels resultats de crides de funcions costoses en la memòria cau i retornant el resultat guardat quan les entrades es repeteixen. La memoització també ha estat utilitzada en altres contextos (i per altres usos més enllà de guanyar velocitat), com en casos senzills d'anàlisi de recursió mútua descendent. Tot i estar relacionat amb la memòria cau, la memoització és tan sols un cas específic d'aquesta optimització, i l'hem de distingir d'altres mètodes de caching com el buffering o l'Algoritme de substitució de pàgines. En el context d'alguns llenguatges de programació lògica, la memoització també es coneix com a tabling.